# Aéroport de Qabala
Pour les articles homonymes, voir GBB.
L'aéroport international de Qabala (azéri : Qəbələ Beynəlxalq Hava Limanı) (code IATA : GBB • code OACI : UBBQ) est un aéroport desservant Qabala (aussi connu comme Gabala), la capitale de la Gabala district (raïon) en Azerbaïdjan.
L'aéroport a été officiellement ouverte par le président Ilham Aliyev , le 17 novembre 2011.

## Situation
L'aéroport se trouve à une altitude de 935 ft. 
| \| 20 km1:1 845 000 \| Lankaran Zaqatala Gandja Nakhitchevan‎ Qabala Bakou-Heydar-Aliyev |
| 20 km1:1 845 000                                                                        |

## Installations
Il a une piste désignée 16/34 avec du Bitume.
La piste 16 est équipée d'un ILS de catégorie II, qui permet l'exploitation des aéronefs en bas de plafond (30 mètres) et la visibilité (350 mètres).

## Compagnies aériennes et destinations
| Compagnies          | Destinations                                |
| ------------------- | ------------------------------------------- |
| Azerbaijan Airlines | Bakou-H. Aliyev En saison : Moscou-Vnoukovo |
| Ural Airlines       | En saison : Moscou-Domodédovo               |

Édité le 04/10/2020

## Statistiques
| | Les passagers | Changement de l'année précédente | L'exploitation des aéronefs | Changement de l'année précédente | Fret (tonnes) | Changement de l'année précédente |
| --- | ------------- | -------------------------------- | --------------------------- | -------------------------------- | ------------- | -------------------------------- |
| 2013 | 46,658        | N. D.                            | 900                         | N. D.                            | 327           | N. D.                            |
| 2014 | 55,651        | 19.27%                           | 918                         | 2.00%                            | 3             | 99.08%                           |
| Source: Conseil International Des Aéroports. Monde De L'Aéroport De Rapports Sur Le Trafic (Années 2013, et 2014) |               |                                  |                             |                                  |               |                                  |